# ألان هارينجتون
ألان هارينجتون (بالإنجليزية: Alan Harrington)‏ (17 نوفمبر 1933 في المملكة المتحدة - 23 ديسمبر 2019) هو لاعب كرة قدم بريطاني في مركز الدفاع. شارك مع منتخب ويلز لكرة القدم. أما مع النوادي، فقد لعب مع كارديف سيتي.

## مسيرته الكروية
لعب ألان هارينجتون خلال مسيرته الاحترافية مع نادِ واحدٍ في أربعة عشر موسمًا وسجل خلالها 6 أهداف ضمن 349 مباراة. ولم يفز بأي موسم بالكأس أو بالدوري.
خاض ألان هارينجتون مسيرته مع نادي كارديف سيتي في موسم 1952–53 ليلعب معه أربعة عشر موسمًا، مشاركًا في 349 مباراة سجل خلالها 6 أهداف.

## وصلات خارجية
- ألان هارينجتون على موقع قاعدة بيانات كرة القدم.إي يو (الإنجليزية)
- ألان هارينجتون على موقع ناشيونال فوتبول تيمز (الإنجليزية)